# Boldt Castle

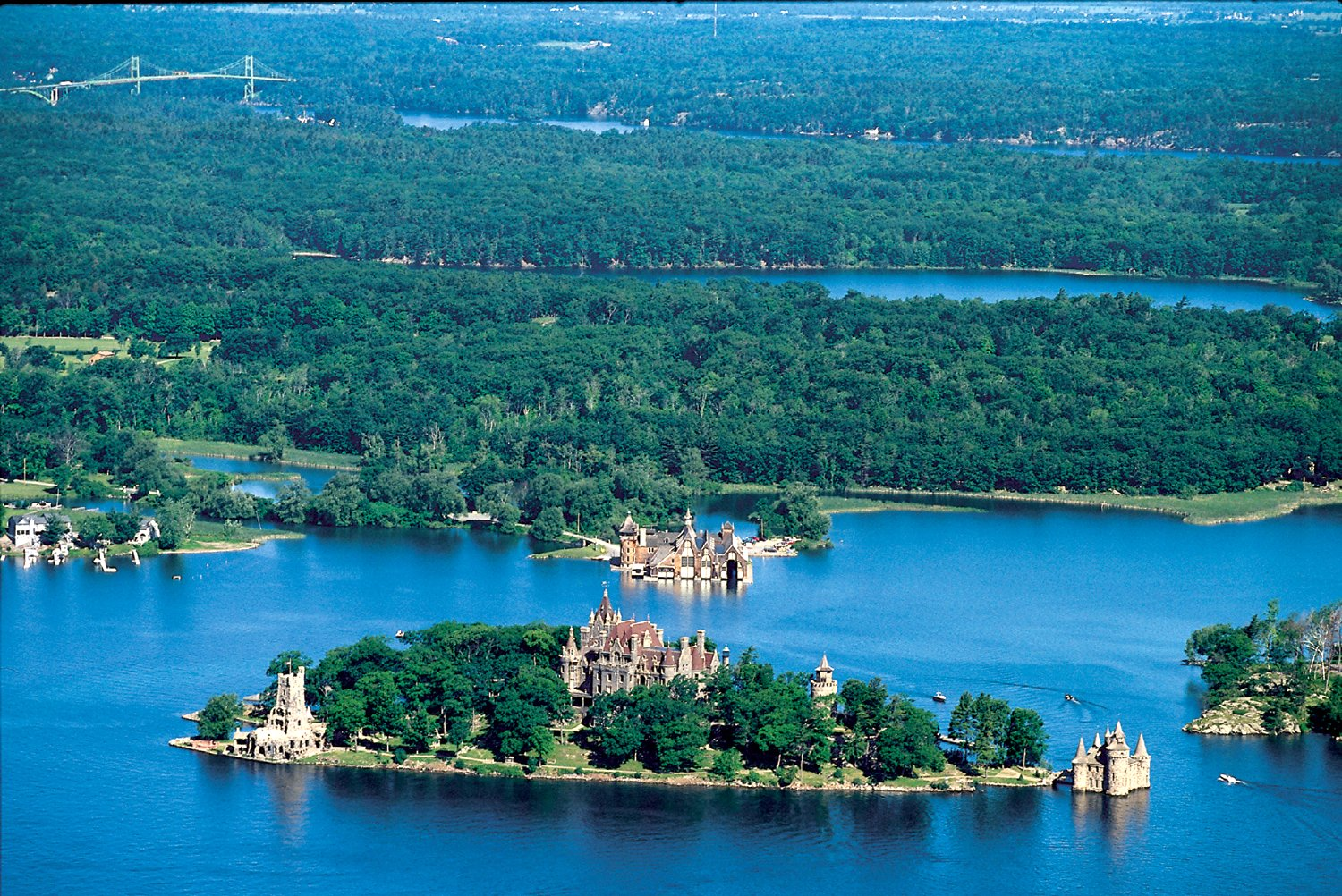
Boldt Castle

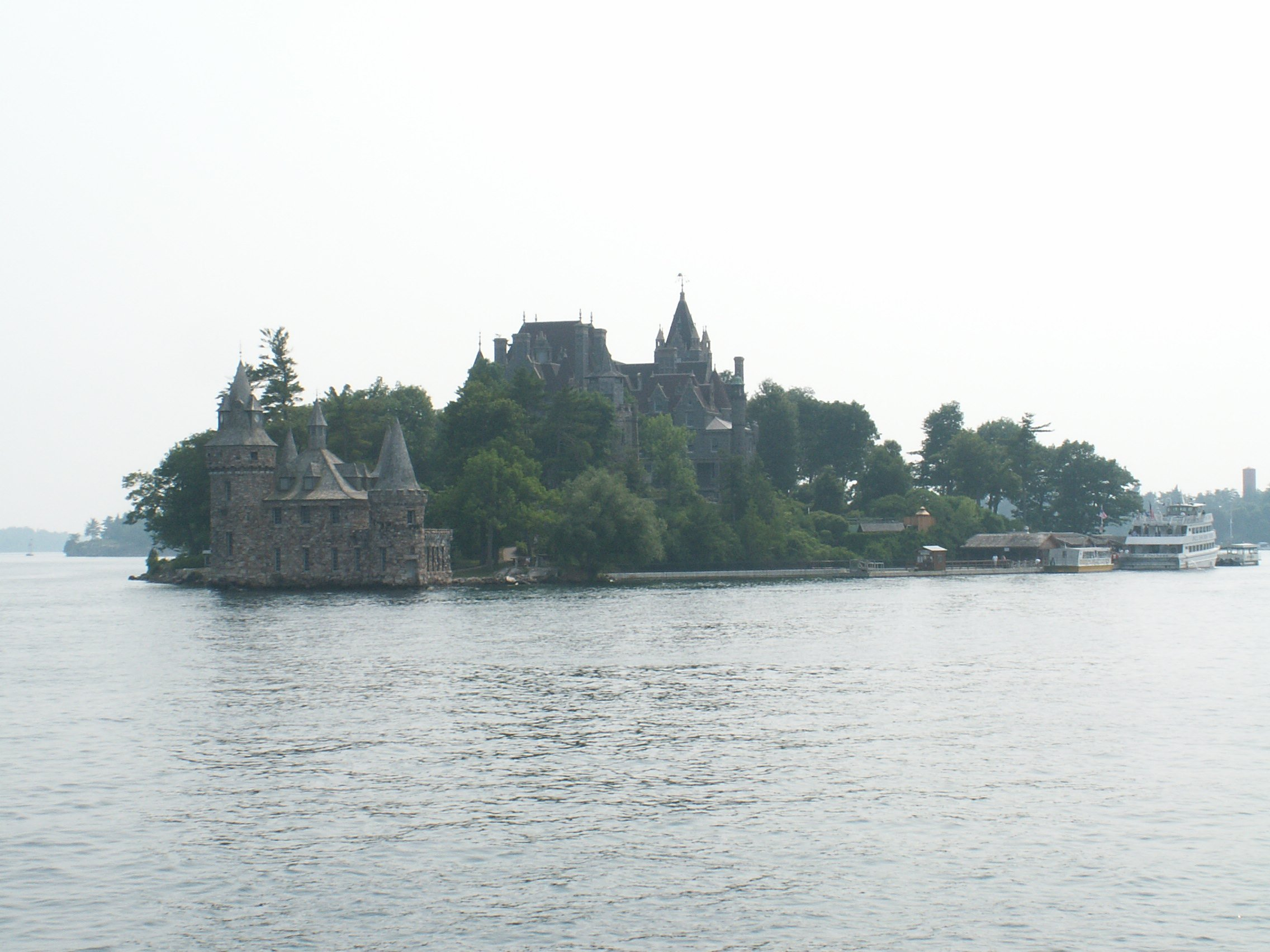
Heart Island mit Boldt Castle

Boldt Castle ist eine Haupttouristenattraktion und Sehenswürdigkeit der Thousand Islands. Es liegt auf Heart Island in den Thousand Islands des Sankt-Lorenz-Stromes, auf der New Yorker Seite der Grenze zwischen den Vereinigten Staaten und Kanada. Boldt Castle ist Ziel vieler Tagesausflügler und kann per Bootstour oder mit dem eigenen Boot erreicht werden.

## Geschichte
Boldt Castle wurde zwischen 1894 (zunächst Nebengebäude, Hauptgebäude ab 1900) und 1904 erbaut und ist eines der bekanntesten Beispiele für Gebäude der Romantik in Nordamerika.
George C. Boldt, geboren am 25. April 1851 in Bergen auf Rügen, ein reicher Hotelmagnat aus New York City, Pächter und Betreiber des Hotels Waldorf-Astoria, wollte für seine Familie und sich, insbesondere aber für seine Frau, ein unvergleichliches Wohnhaus schaffen. Es sollte das größte und schönste private Wohngebäude Nordamerikas und Symbol für seine Liebe zu seiner Frau Louise werden. 1894 begannen die Bauarbeiten für das erste Nebengebäude. Der Bau des sechsstöckigen, einem europäischen Schloss nachempfundenen Hauptgebäudes, begann im Jahre 1900. Der Bau war im Jahre 1904 nahezu vollendet, als Boldts Frau plötzlich verstarb. Noch am selben Tag wurden die Arbeiten an dem Gebäude eingestellt, und Boldt betrat die Insel nie wieder. Die ca. dreihundert Handwerker und Arbeiter auf der Baustelle und viele Mitarbeiter in den Zulieferbetrieben waren von einem Tag auf den nächsten arbeitslos. Zwischen 1904 und 1977 wurde das Gebäude nicht mehr unterhalten und verfiel durch Vandalismus und Umwelteinflüsse zusehends. Im Jahre 1977 übernahm die Thousand Island Bridge Authority das Gebäude und begann sofort mit den allernötigsten Renovierungsmaßnahmen an dem inzwischen baufälligen Gebäude. Heute ist der Gebäudekomplex wieder fast im Zustand des Jahres 1904. Er wird also bewusst unfertig belassen und nicht nachträglich vollendet. Die Renovierungsmaßnahmen haben mehrere Millionen US-Dollar gekostet. Teile werden weiterhin renoviert und sind für die Öffentlichkeit noch nicht zugänglich. Die Räume sind mittlerweile im Parterre und im 1. Stock möbliert.

## Gebäude

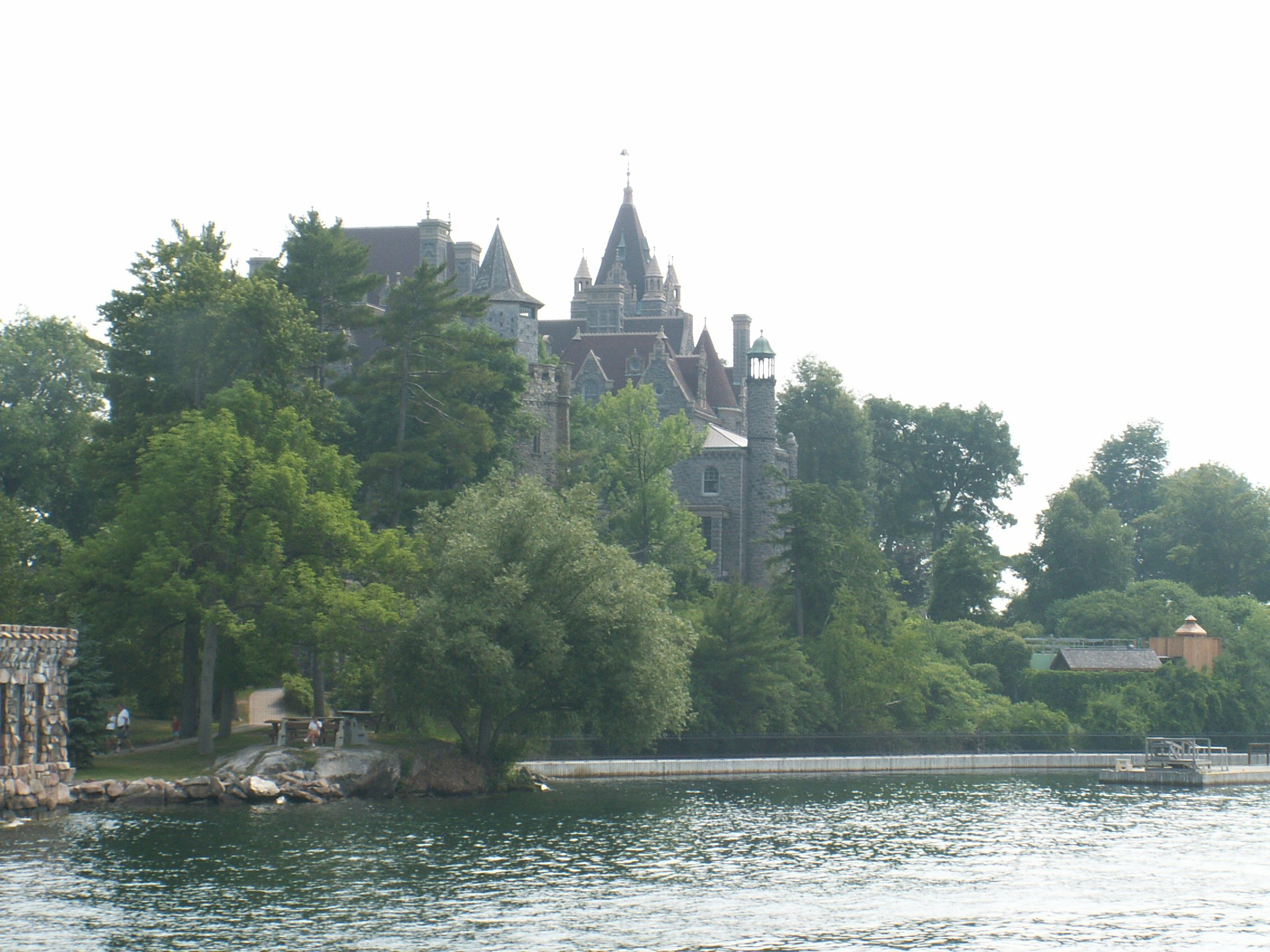
Das Haupthaus

### Haupthaus
Das sechsstöckige Haupthaus ist europäischen Schlössern und Burgen des 16. Jahrhunderts, insbesondere den Burgen am „romantischen Rhein“ zwischen Bonn und Koblenz, nachempfunden. Das Haus hat 120 Zimmer und im Inneren befindet sich ein Aufzug und im Keller ein beheiztes Schwimmbad. Die Wände bestehen aus massivem Granit und sind mit Ornamenten aus Terrakotta verziert. Aus Terrakotta sind auch die Dachpfannen des Hauses, welche durch neue Pfannen nach dem Muster der Alten aus dem gleichen Material ersetzt wurden. Das alte Dach war zu sehr beschädigt und musste ersetzt werden. 

Trotz der mittelalterlichen Anmutung hat das Gebäude eine Haustechnik auf dem Stand der Bauzeit. Die großen Glasfenster machen das Innere heller und freundlicher als seine mittelalterlichen Vorbilder.

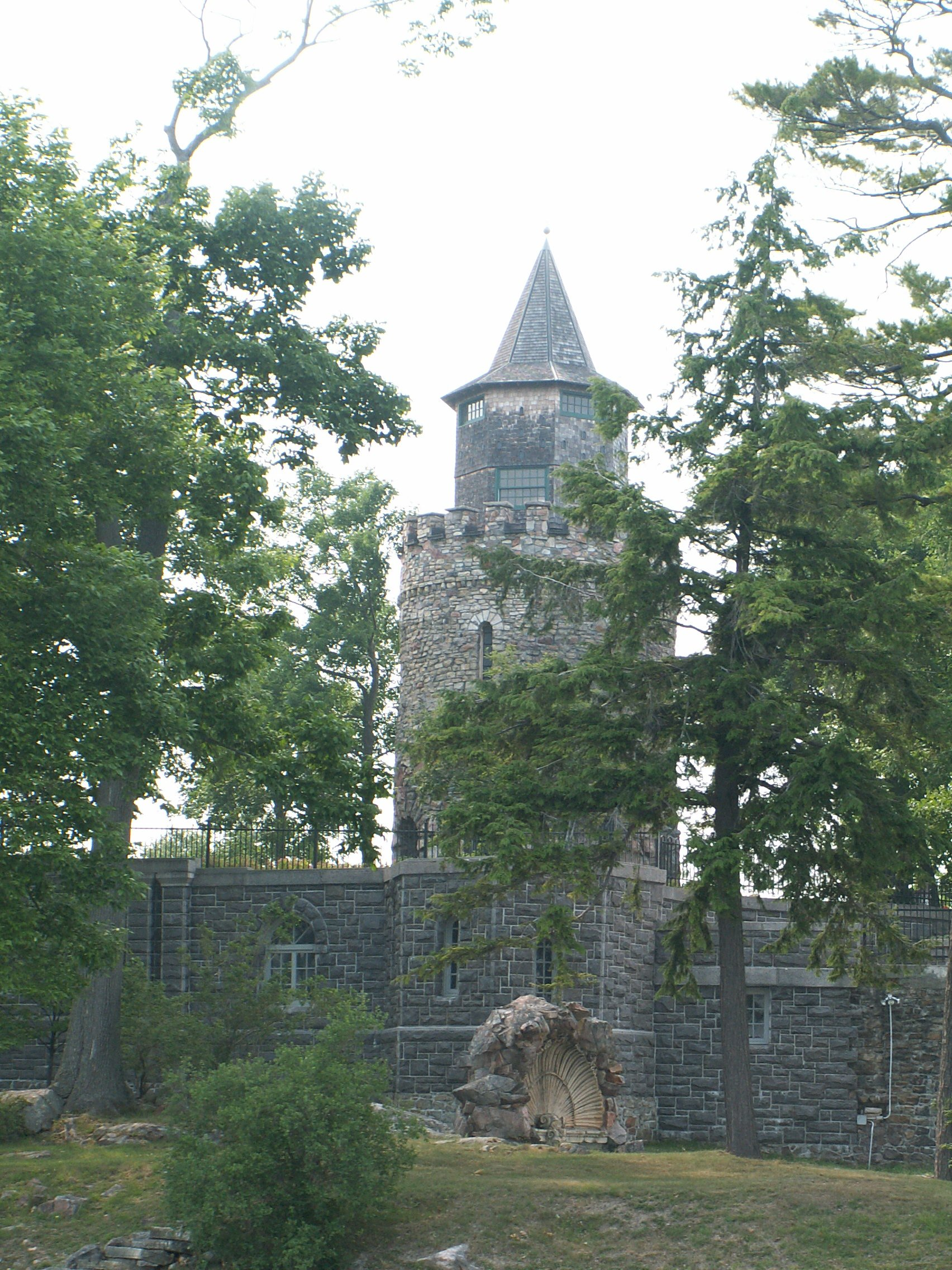
Der Taubenturm

### Taubenturm
Der Taubenturm war das erste Nebengebäude, welches die Boldts auf Heart Island errichten ließen. Damals lebten sie noch in einem hölzernen Wohnhaus, das an der Stelle stand, wo heute das Haupthaus steht. Teile dieses Gebäudes wurden nach dem Abriss im Jahre 1899 nach Wellesley Island gebracht und werden dort immer noch genutzt. 

Der Taubenturm war der erste der vielen Türme auf der Insel und beherbergt an der Spitze einen Taubenschlag. Dieser war Teil von Boldts Sammlung seltener Vögel.

### Italienischer Garten
Ein Teil der Insel wurde eingeebnet; über dem unterirdischen Durchgang (siehe unten) wurde ein Garten angelegt. Dazu musste Erde aufgeschüttet und mit hohen Mauern befestigt werden. Der Garten ist im Gegensatz zur eher wilden Anmutung der Insel streng geometrisch angelegt. Der Kies für die Wege wurde aus Italien importiert (im Wasser wurden am Kai über Bord gegangene Kisten mit Kies und entsprechenden Aufschriften entdeckt). Vor dem Ballsaal ist im Garten ein Springbrunnen auf einer geschwungenen Plattform. Von dort geht der Blick über das Dach des Generatorhauses auf den Sankt Lorenz-Strom.

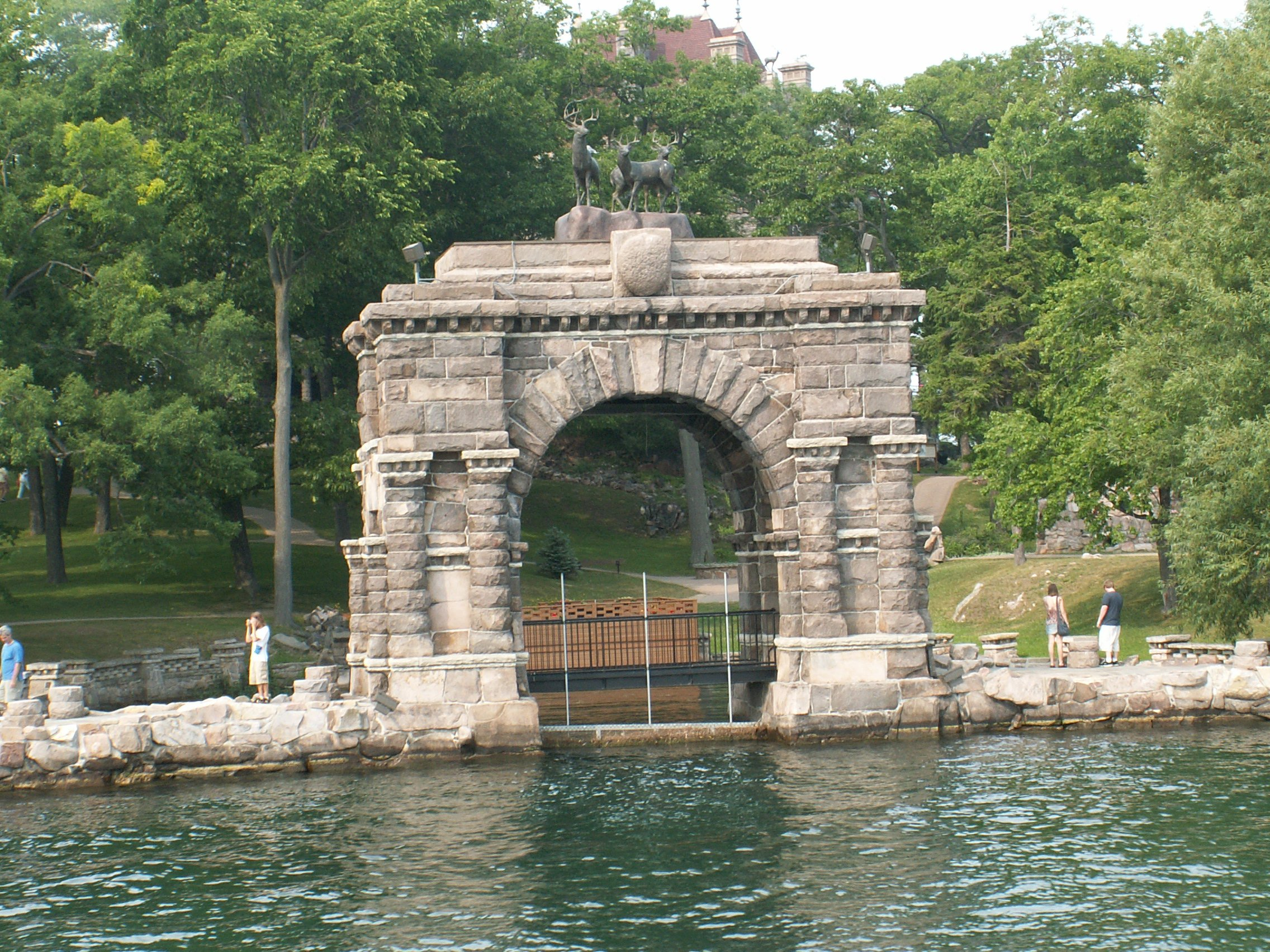
Der Triumphbogen

### Triumphbogen
Der Triumphbogen wurde nach römischen Vorbildern gestaltet und wird von drei Statuen von Hirschen gekrönt. Es war das Tor zum Wasser und sollte als repräsentativer Eingang für Gäste dienen, die mit dem Boot anreisten. Es lagen auch Steine bereit, um den Weg zum Haus links und rechts mit Säulen zu dekorieren, die das Dach für den Weg tragen sollten. Das Dach wurde nie gebaut und die Säulen nicht aufgestellt. Eine Zugbrücke sollte von diesem Weg zu dem Weg rund um den Schwanenteich führen.

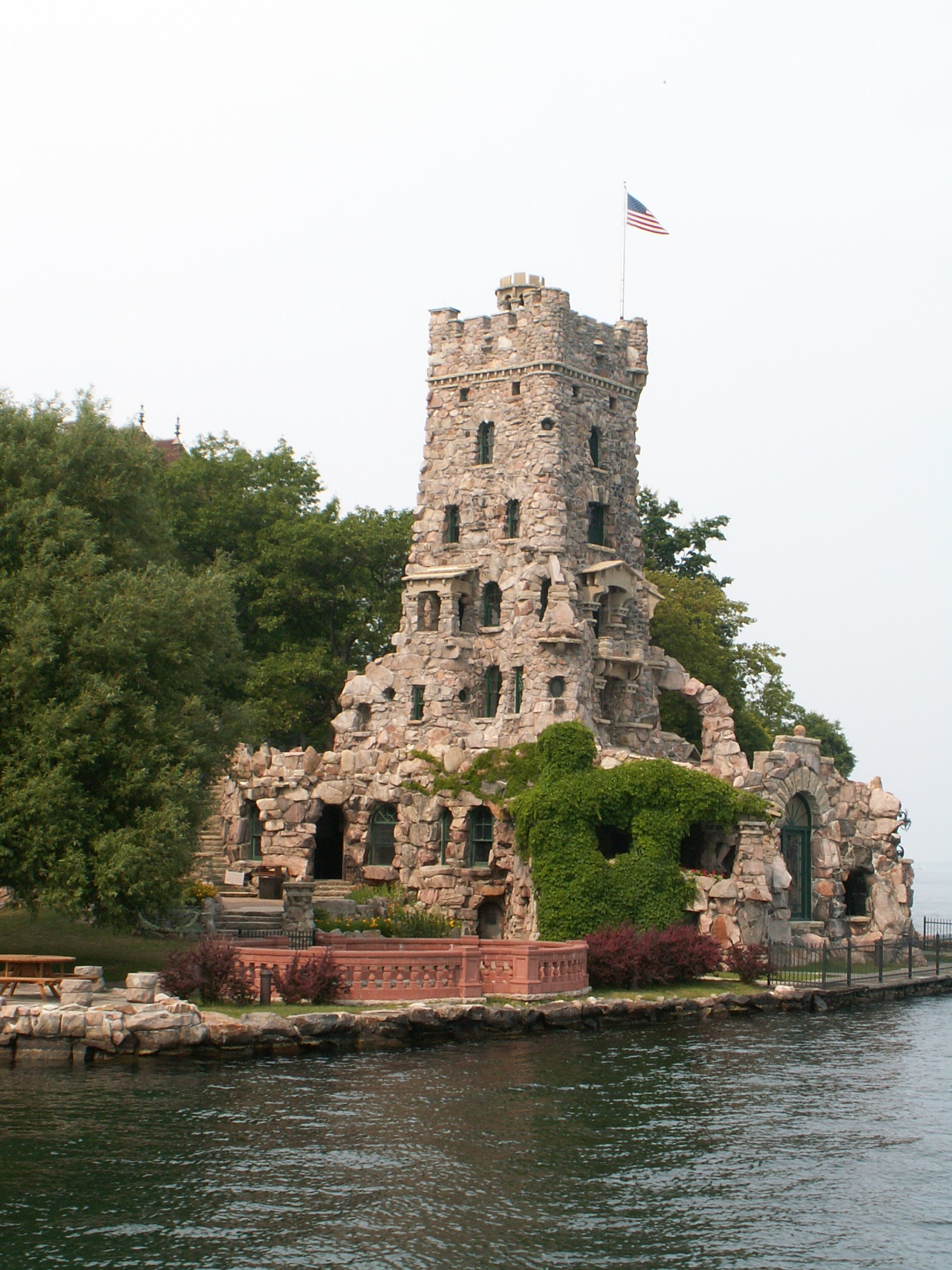
Der Alsterturm

### Alsterturm (Spielhaus)
Der Alsterturm wurde angeblich durch eine alte, einstige Befestigungsanlage an der Alster in Hamburg inspiriert und war das Spielhaus für die Kinder der Boldts. Inzwischen wird davon ausgegangen, dass das Gebäude nicht geplant wurde, sondern anhand der Form der gelieferten Steine improvisiert worden ist. Dies erklärt auch die völlig unregelmäßige Form des Gebäudes, die an eine krumme und schiefe alte Befestigungsanlage erinnert. George Boldt soll persönlich für die Form des Gebäudes verantwortlich sein, da es zu seiner exzentrischen Persönlichkeit passen würde.

Boldts Frau Louise mochte dieses Gebäude (dessen Fertigstellung sie noch erlebte) sehr und hat eigenhändig die Ornamente für den Muschelraum, für die Treppe und den Balkon ausgesucht und zeichnet für die Bowlinganlage im Keller des Turmes verantwortlich.

Während der Bauarbeiten für das Haupthaus lebte die Boldt-Familie (Eltern, Sohn und Tochter) in diesem kleinen Nebengebäude. Das alte Holzhaus war bereits abgerissen, um Platz für den Neubau zu schaffen.

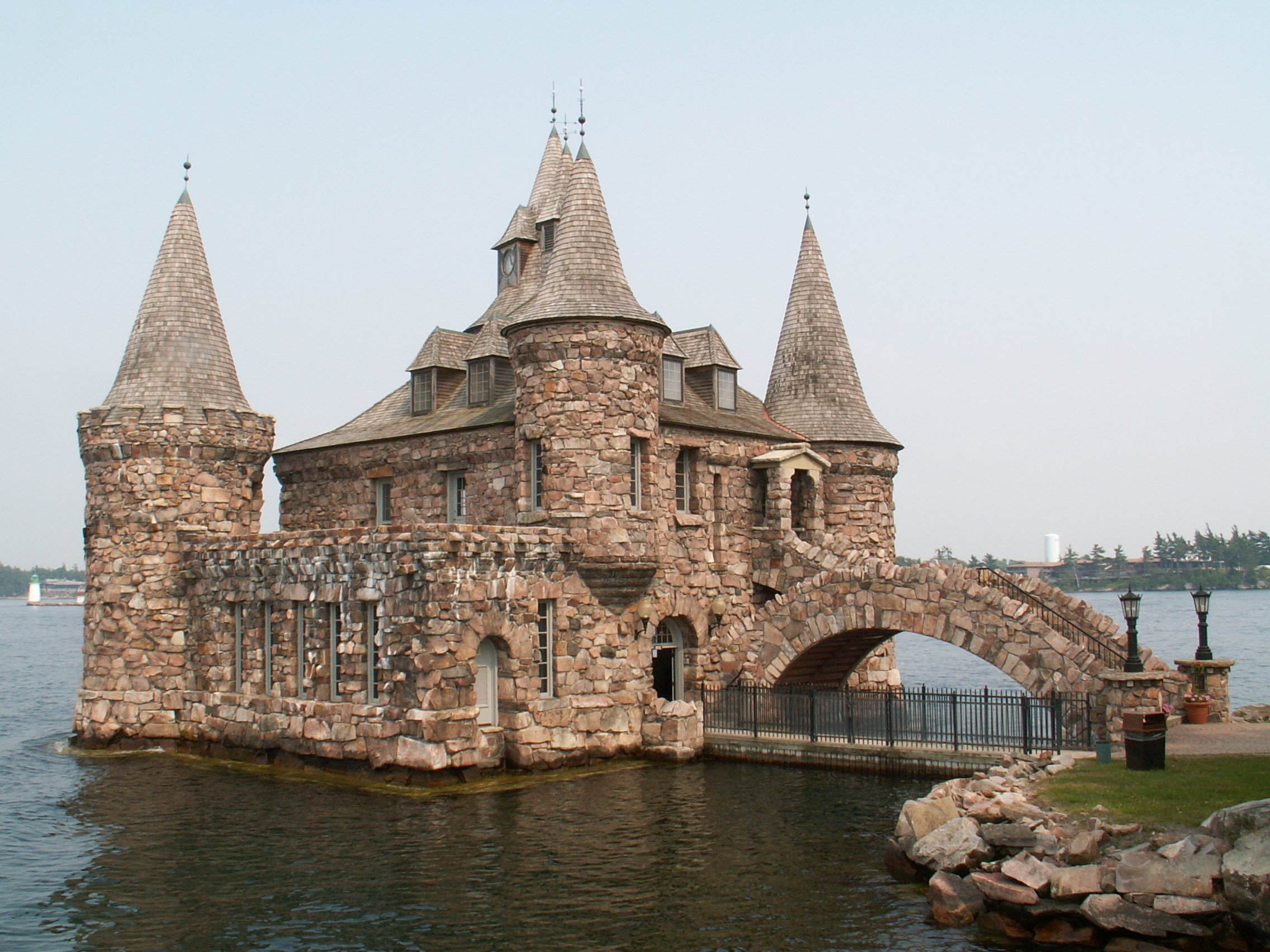
Das Generatorenhaus

### Generatorenhaus
Boldt wollte unbedingt Strom auf der Insel haben. Daher wurde ein Generatorenhaus mit kohlenbefeuerten Dampfkesseln gebaut. Deren Abwärme diente gleichzeitig als Heizung für das Haupthaus. Das Generatorenhaus steht aus Gründen des Lärms und der Abgase am äußersten Ende der kleinen Insel auf einem vorgelagerten Felsen. Es sieht aus wie ein Schlösschen und ist mit einer steinernen Bogenbrücke mit der Hauptinsel verbunden. Das Generatorenhaus hat den höchsten Turm der Insel mit einer beleuchteten Turmuhr mit Glockenspiel. Da dieser Turm schon von weitem zu sehen ist, ist er das eigentliche Wahrzeichen von Heart Island. Das Haupthaus ist vom Fluss aus hinter Bäumen versteckt.

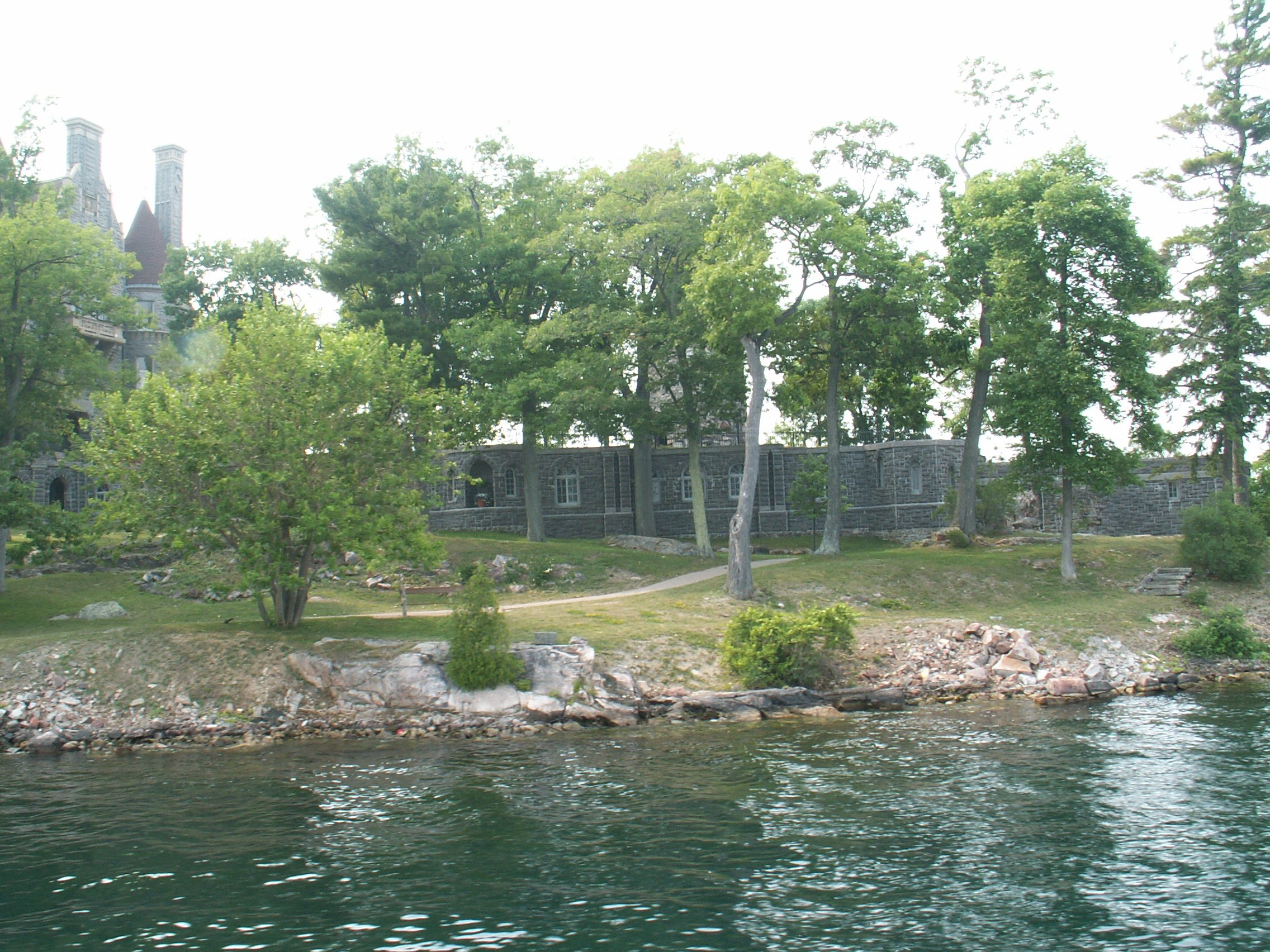
Der unterirdische Gang unter dem Garten

### Unterirdischer Durchgang
Der unterirdische Durchgang wurde gebaut, um Vorräte und Personal von der Anlegestelle in das Haupthaus zu bekommen, ohne dass diese durch den italienischen Garten transportiert werden bzw. gehen mussten. Der Durchgang beherbergt auch die Heizungsrohre und Stromkabel vom Generatorenhaus zum Haupthaus.

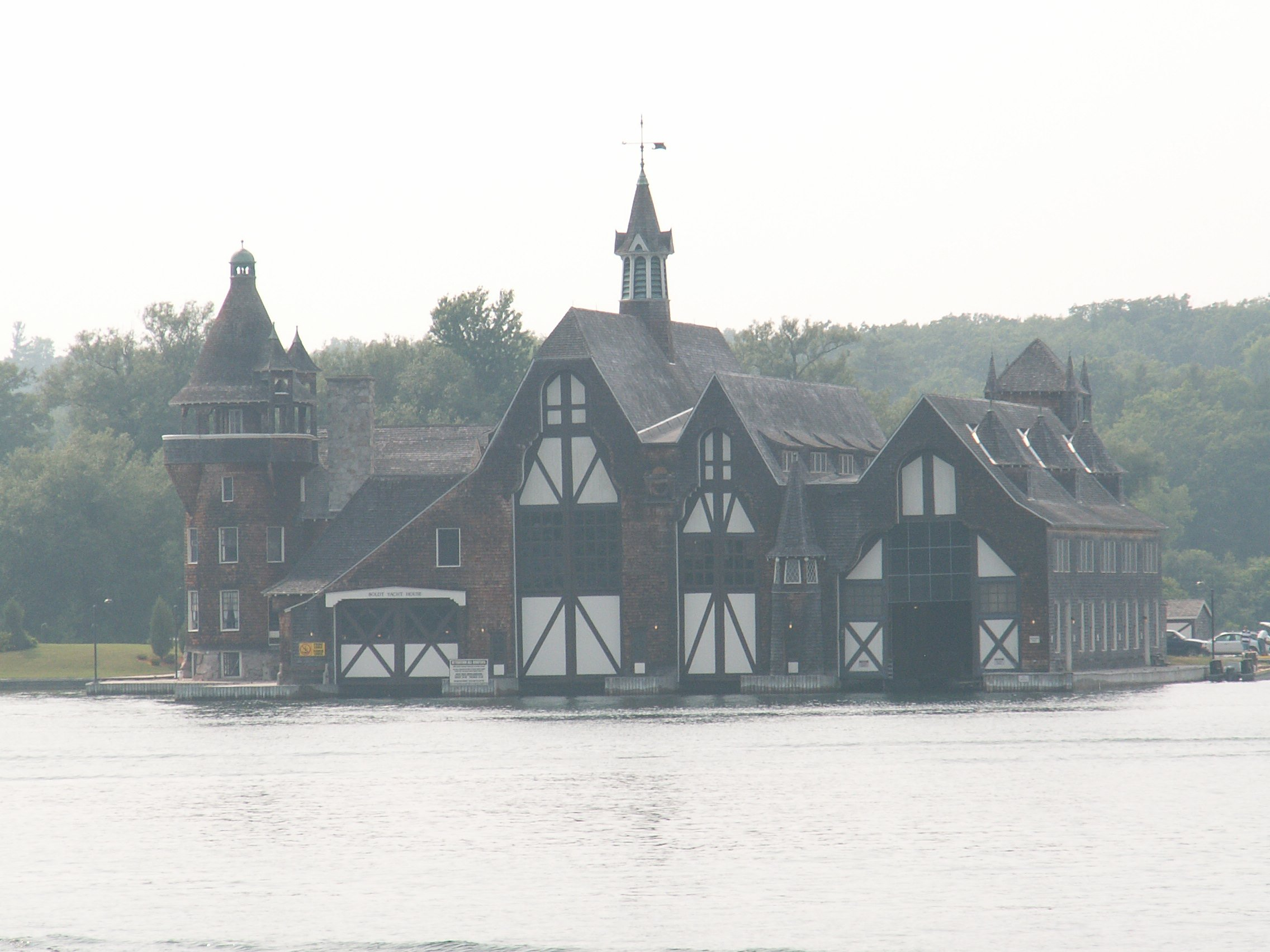
Das Bootshaus auf Wellesley Island

### Bootshaus
Das Bootshaus der Familie befindet sich auf der Nachbarinsel Wellesley Island und beherbergt heute ein Museum für historische Yachten. Das Bootshaus ist so groß, dass alle drei SegelYachten der Familie und das große Hausboot der Boldts mit stehenden Masten hineinpassten. Die Türen des Bootshauses sind so schwer, dass sie nur mit Motorkraft geöffnet und geschlossen werden können.

## Einreise von Kanada aus

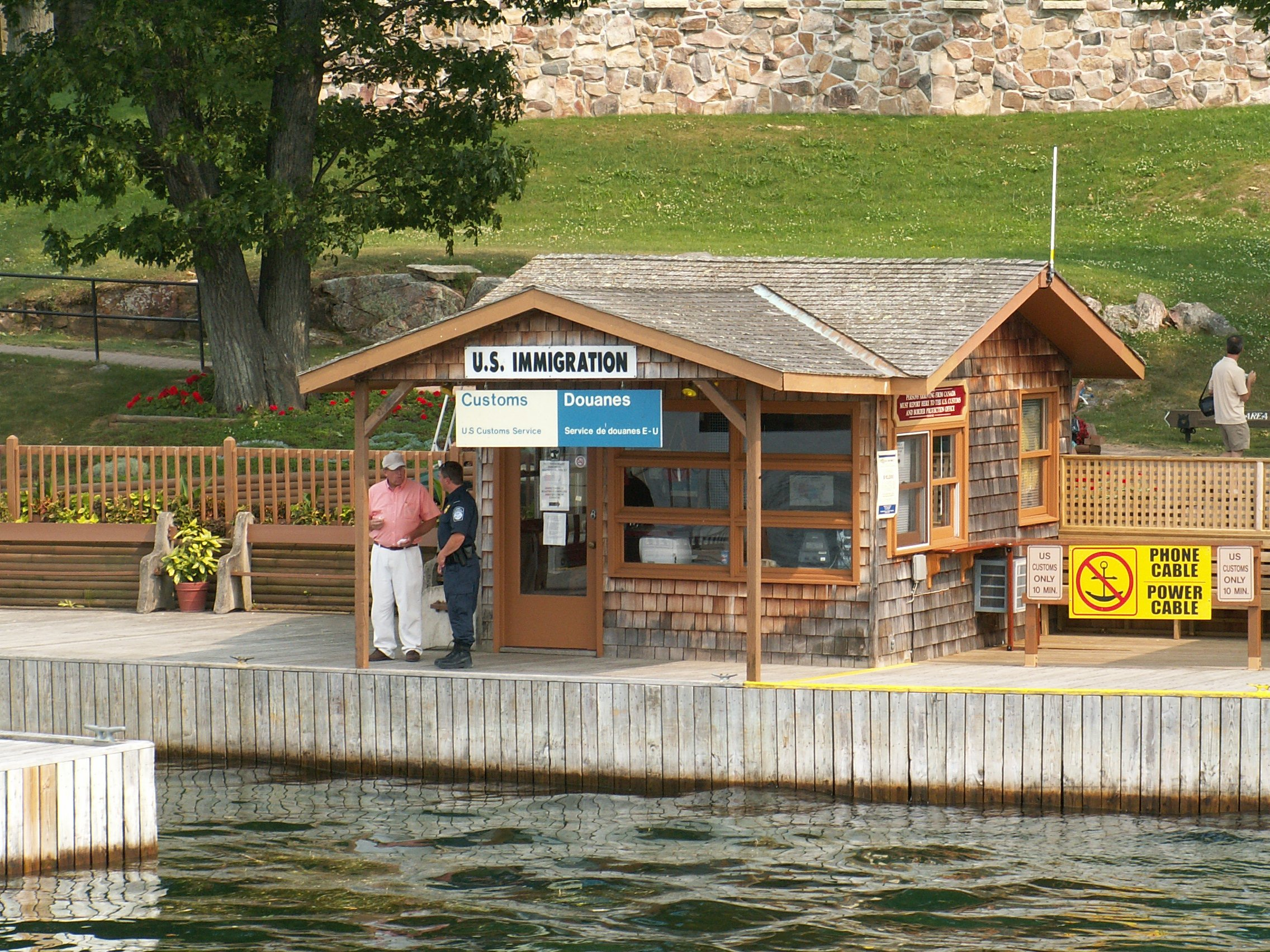
Zollhäuschen auf Heart Island

Da Heart Island auf US-amerikanischem Staatsgebiet liegt, muss bei einem Besuch von Kanada aus eine Einreise mit allen dazu notwendigen Formalitäten absolviert werden. Dazu wurde auf der Insel eine Kontrollstelle der amerikanischen Zoll- und Grenzschutzbehörde eingerichtet.